# 2-Mercaptobenzoxazol
2-Mercaptobenzoxazol ist eine heteroaromatische chemische Verbindung aus der Klasse der Benzoxazole.

## Verwendung
2-Mercaptobenzoxazol wird zur Synthese von 2-Mercapto-6-chlorbenzoxazol, aus dem das Herbizid Fenoxaprop-P-ethyl gewonnen wird und als anionaktiver Sammler bei der Flotation von sulfidischen Erzen verwendet.